# Comuna Porîk, Hmilnîk
Porîk (în ucraineană Порик) este o comună în raionul Hmilnîk, regiunea Vinnița, Ucraina, formată din satele Kurîlivka, Porîk (reședința) și Tomașpil.

## Demografie
Componența lingvistică a satului Porîk
     Ucraineană (99,2%)
     Alte limbi (0,72%)
Conform recensământului din 2001, majoritatea populației satului Porîk era vorbitoare de ucraineană (99,2%), existând în minoritate și vorbitori de alte limbi.